# Mustafà III
Mustafa III (turc otomà: مصطفى ثالث, Muṣṭafā-yi sālis) (28 de gener de 1717 - 21 de gener de 1774) va ser soldà de l'Imperi Otomà des de 1757 fins a la seva mort. Era fill del soldà Ahmet III (1703-30) i cosí d'Osman III (1754-57) a qui va succeir a la seva mort el 30 d'octubre de 1757, ja que el seu germà gran i hereu, Mehmet, que era molt popular, havia mort poc abans (el desembre del 1756). Des del tractat de pau de Belgrad del 1739, l'Imperi Otomà gaudia d'una època de pau. Des del gener del 1757 era gran visir Koca Mehmed Ragıp Pasha, que va tenir una administració encertada.
Conscient que la maquinària militar otomana havia quedat obsoleta en comparació amb les potències europees, Mustafà III va intentar modernitzar l'exèrcit. Però els seus intents van resultar infructuosos davant l'immobilisme dels conservadors geníssers i imams que s'oposaven de manera frontal a qualsevol intent de modificar l'statu quo fins al punt de la revolta. Tanmateix, fou capaç d'organitzar un cos d'artilleria i de contractar generals estrangers per iniciar una reforma de la infanteria. Tot i ser una de les principals potències europees del període l'Imperi Otomà va ser notablement neutral durant la Guerra dels Set Anys. Després del seu estancament militar amb l'Imperi Rus i la seva victòria posterior sobre el Sacre Imperi Romanogermànic (i fins a cert punt Àustria), durant la Guerra Austro-Russo-Turca de 1735 a 1739 i la signatura del Tractat de Belgrad, l'Imperi havia gaudit d'una generació de pau mentre Àustria i Rússia lluitaven contra l'ascens de Prússia a l'Europa de l'Est. Frederic II de Prússia havia fet maniobres diplomàtiques amb Mustafà III per portar l'imperi a la guerra al costat de Prússia, Gran Bretanya i els seus altres aliats i el 29 de març de 1761 es va signar un tractat d'amistat amb Prússia que no va arribar a aliança, però que orientava Turquia cap a una futura influència militar prussiana, però va ser persuadit per la seva cort de no unir-se a la guerra.
A la mort de Koca Mehmed Ragıp Pasha el 8 d'abril de 1763 el sultà va agafar el poder que havia deixat a les seves mans, per si mateix. Entre 1763 i 1770 hi va haver vuit grans visirs dels que només un (Muhsinzade Mehmed Paşa del 30 de març de 1765 al 7 d'agost de 1768) va governar més de dos anys. Sota Muhsinzade Mehmed Paşa es va iniciar el conflicte amb Rússia: aquest estat va donar suport al rei de Geòrgia contra el paixà turc d'Akhiskha (Çaldir); emisaris russos van treballar contra la Porta a Geòrgia, Montenegro i Morea; d'altra banda el kan de Crimea es va queixar també de les diverses amenaces russes sobre la seva frontera nord i els polonesos del partit de la Confederació demanaven ajuda otomana contra les amenaces de Caterina II a la llibertat de Polònia. El desig de pau dels ulemes i les gestions de l'ambaixador rus Obreskoff van retardar la guerra fins a l'agost de 1768 quan el sultà va obtenir del mufti, Wali al-Din, una fàtua que autoritzava la guerra amb Rússia.
Davant la debilitat de l'Imperi, els ulemes procuraven evitar la guerra demanant al sultà centrar-se en la modernització de l'exèrcit i la promoció cultural (va fundar acadèmies de matemàtiques, nàutica i ciències). Va trobar un aliat en Frederic el Gran de Prússia on fou enviat com ambaixador Ahmad Rasmi Efendi. Però les pressions russes van obligar-lo a declarar la guerra a Rússia el 6 d'octubre de 1768 després de la dimissió forçada del gran visir que aconsellava esperar a la primavera. Obreskoff fou empresonat a Yedi Kule.
La guerra efectiva no va començar fins al gener de 1769 amb ràtzies destructives dels tàtars al sud de Rússia, sota el kan Kirim Giray (Qırım Giray). El gran visir Yağlıkçızade Mehmed Emin Pasha va sortir de la capital el març i es va presentar a la Dobrudja. Llavors el russos van atacar Chotin (turc Khočin, modernament escrit Khoçin) que van ocupar l'agost; això va costar el cap al gran visir executat el 12 d'agost, sent substituït per Moldovancı Ali Pasha que va lluitar amb els russos als dos costats del Dnièster. Altres forces russes van ocupar Jassy i Bucarest dominant els principats danubians (Valàquia i Moldàvia) van avançar pel Caucas. El 12 de desembre de 1769 el gran visir fou destituït i İvazzade Halil Pasha va ocupar el càrrec. El 1770 les derrotes turques van augmentar, els russos van travessar els principats i van arribar al Danubi ocupant Kilia, Bender i Braila a la tardor; Braila estava a la vora del quarter general turc a Baba Daghi. Al mateix temps una flota russa va aparèixer per la Mediterrània i va ocupar algunes poblacions de la Morea otomana amb suport local, però foren evacuades; el cop més dur fou l'incendi de la flota turca a Ceshme (Çeshme) el juliol de 1770. L'antic gran visir Moldovancı Ali Pasha va ser enviat com a general per reforçar la defensa dels Dardanels. El gran visir İvazzade Halil Pasha va ser destituït el desembre. Retirada la flota turca, la campanya de primavera del 1771 al Danubi fou més aviat favorable als otomans i al final de l'any l'organització militar turca estava millorant però els russos havien forçat l'estret de Perekop i havien ocupat tota Crimea (els turcs només van conservar Očakow i Kilburnu). El gran visir Silahdar Mehmed Pasha (que havia exercit del 25 de desembre de 1770 a l'11 de desembre de 1771) va deixar pas a Muhsinzade Mehmed Paşa, que tornava per segona vegada al càrrec.

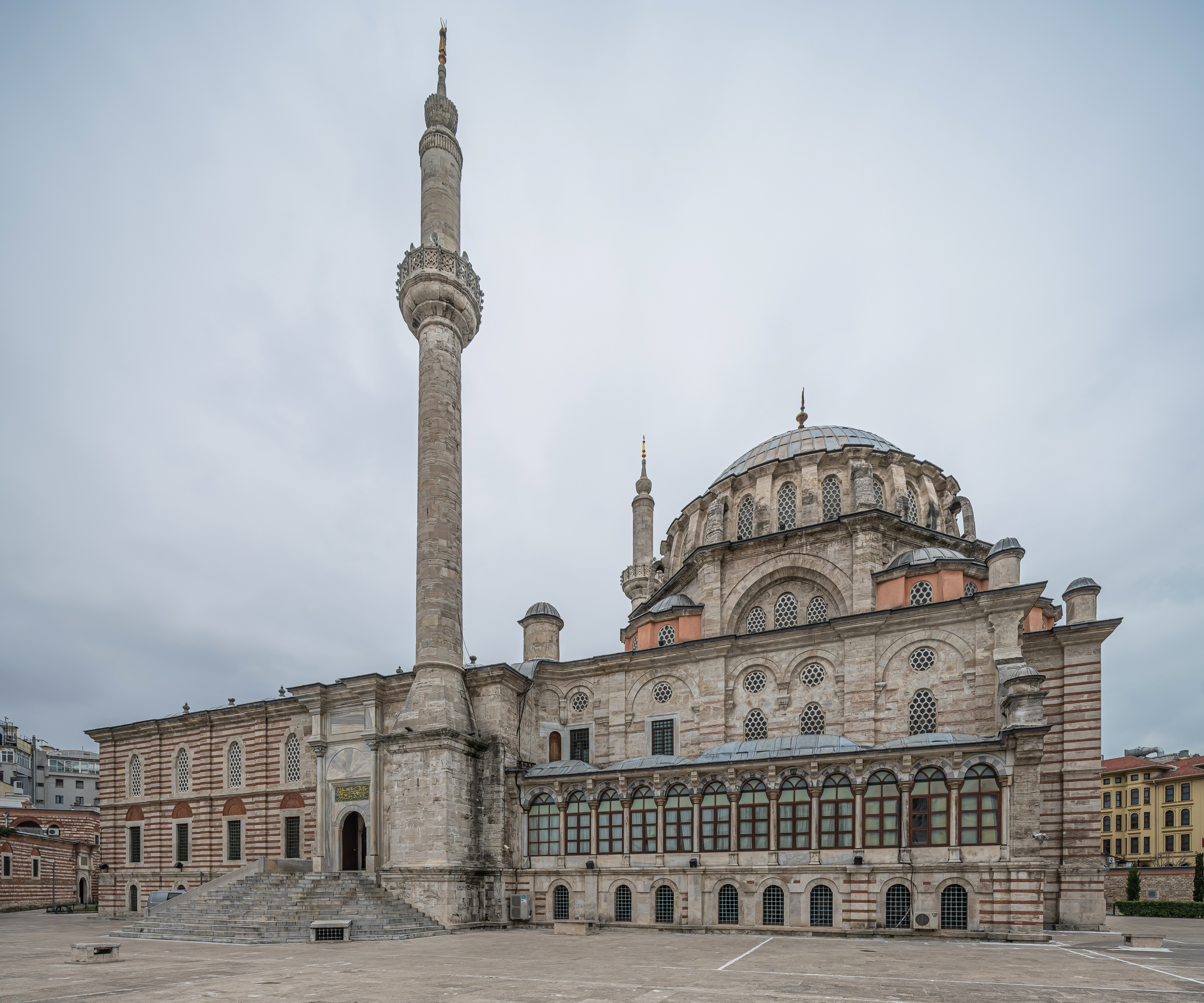
La Mesquita de les Tulipes

Àustria i Prússia van oferir la mediació i els otomans va subscriure amb la primera un tractat secret per "serveis diplomàtics" (juliol de 1771). La Porta es va desinteressar de Polònia i va proposar un repartiment. De diverses converses va sortir l'armistici del juny de 1772 a Giurgewo al que va seguir el congrés de pau de Fočani (agost del 1772) on la postura arrogant del delegat turc Nishandji Osman Efendi va impedir l'acord. Tot i així l'armistici fou prorrogat i una nova conferència de pau es va fer a Bucarest el novembre; també aquesta vegada les converses es van trencar el març del 1773 pel desacord sobre les fortaleses turques de la mar Negra. Per Crimea els turcs ja acceptaven una fórmula similar a la pactada al tractat de Küçük Kaynarca però a Constantinoble els ulemes s'oposaven a la pau en aquestes condicions. La guerra es va reprendre però amb poca activitat; el quarter turc es va traslladar a Shumma sota el gran visir Muhsinzade Mehmed Paşa i els russos van aconseguir una victòria a Karasu a la Dobrudja però foren rebutjats a Silistra i Varna. Vaixells russos van bombardejar Beirut que també van encoratjar la revolta del mameluc Alí Bey al-Kabir a Egipte. L'estiu del 1773 el sultà va demanar acompanyar l'exèrcit però el seu entorn (i també una malaltia) no li va permetre.
Va morir d'un atac de cor el 21 de gener de 1774.
Va tenir dos fills (Selim i Mohammet) i cinc filles. Feu construir la Mesquita de les Tulipes (Laleli Camii) a Istanbul. A la correspondència que mantenien Voltaire i Caterina la Gran, Mustafà III hi és contínuament ridiculitzat. El pensador francès defineix al soldà com a "gras i ignorant".